# Circondario di Verden
Il circondario di Verden (targa VER) è un circondario (Landkreis) della Bassa Sassonia, in Germania.
Comprende 2 città e 9 comuni.

Il capoluogo è Verden (Aller), il centro maggiore Achim.

## Geografia antropica
Tra parentesi i dati della popolazione al 31 dicembre 2021.

### Comuni
1. Achim, città, comune indipendente (32 379)
2. Dörverden (9 062)
3. Kirchlinteln (10 054)
4. Langwedel, comune mercato (14 425)
5. Ottersberg, comune mercato (13 224)
6. Oyten (16 085)
7. Verden (Aller), sede del circondario, comune indipendente (27 782)

### Comunità amministrative (Samtgemeinde)
- Samtgemeinde Thedinghausen, con i comuni:

1. Blender (2 909)
2. Emtinghausen (1 520)
3. Riede (2 922)
4. Thedinghausen * (8 145)